# Jonkershove
Jonkershove (en néerlandais et officiellement, Jonkershove ; en flamand occidental, Tjoenkesove ou Tjoenkersoven) est une section de la commune belge de Houthulst située en Région flamande dans la province de Flandre-Occidentale.
Avant la fusion des communes, Jonkershove n’était pas une commune autonome mais un village et une paroisse dépendante de Woumen.

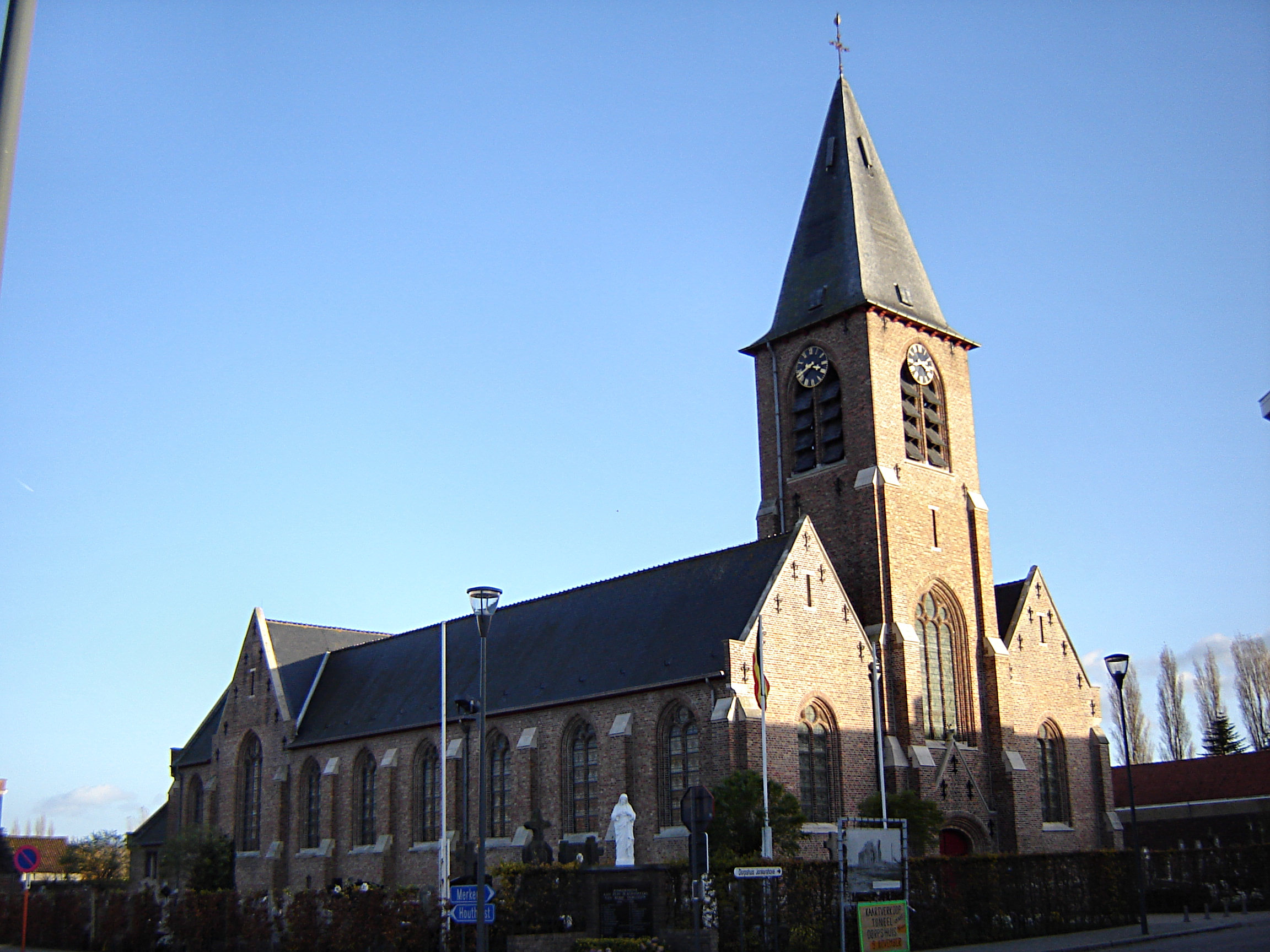
L'église Saint-Joseph (Sint-Jozefskerk) à Jonkershove.